# Pandémie de Covid-19 dans les Laurentides
Cet article relate la pandémie de Covid-19 dans la région administrative des Laurentides.

## Paliers d'alerte
| Date de changement | 2020  | 2020   | 2020   | 2020   | 2021   | 2021    | 2021    | 2021 |
| Date de changement | 8 sep | 22 sep | 28 sep | 11 déc | 31 mai | 14 juin | 28 juin |      |
| ------------------ | ----- | ------ | ------ | ------ | ------ | ------- | ------- | ---- |
| Palier             |       |        |        |        |        |         |         |      |

- Mesures particulières
- Vigilance
- Préalerte
- Préalerte avec exceptions pour certains territoires
- Alerte
- Alerte avec exceptions pour certains territoires
- Alerte maximale